# Championnats d'Europe de lutte 1975
Navigation
Édition précédente Édition suivante
Les Championnats d'Europe de lutte 1975 se sont tenus à Ludwigshafen (Allemagne) en 1975.

## Podiums

### Hommes

#### Lutte libre
| Épreuves | Or                        | Argent                 | Bronze                     |
| -------- | ------------------------- | ---------------------- | -------------------------- |
| -48 kg   | Khasan Isaev (BUL)        | Jürgen Möbius (GDR)    | Fedor Baumbach (URS)       |
| -52 kg   | Arsen Allachverdiev (URS) | Ali Alan (TUR)         | Władysław Stecyk (POL)     |
| -57 kg   | Vladimir Yumin (URS)      | Mikho Dukov (BUL)      | Zbigniew Żedzicki (POL)    |
| -62 kg   | Ivan Yankov (BUL)         | Helmut Strumpf (GDR)   | Sagalav Abdulbekov (URS)   |
| -68 kg   | Ihaki Gaidarbekov (URS)   | Mehmet Sari (TUR)      | Gerhard Weisenberger (FRG) |
| -74 kg   | Pawel Pinegin (URS)       | Dan Karabin (TCH)      | Servet Aydemir (TUR)       |
| -82 kg   | Ismail Abilov (BUL)       | Vasile Iorga (ROU)     | Günter Spindler (GDR)      |
| -90 kg   | Horst Stottmeister (GDR)  | Paweł Kurczewski (POL) | Petr Surikov (URS)         |
| -100 kg  | Ivan Yarygin (URS)        | Harald Büttner (GDR)   | Dimo Kostov (BUL)          |
| +100 kg  | Soslan Andiyev (URS)      | József Balla (HUN)     | Ladislau Șimon (ROU)       |

#### Lutte gréco-romaine
| Épreuves | Or                         | Argent                    | Bronze                      |
| -------- | -------------------------- | ------------------------- | --------------------------- |
| -48 kg   | Constantin Alexandru (ROU) | Aleksey Shumakov (URS)    | Ferenc Seres (HUN)          |
| -52 kg   | Rolf Krauß (FRG)           | Valeri Arutyunov (URS)    | Bilal Tabur (TUR)           |
| -57 kg   | Ivan Frgić (YUG)           | Farhat Mustafin (URS)     | Bernd Drechsel (GDR)        |
| -62 kg   | Kazimierz Lipień (POL)     | Anatoli Kavakayev (URS)   | Stoyan Lazarov (BUL)        |
| -68 kg   | Andrzej Supron (POL)       | Viktor Kuzmin (URS)       | Lars-Erik Skiöld (SWE)      |
| -74 kg   | Jan Karlsson (SWE)         | Klaus-Peter Göpfert (GDR) | Vítězslav Mácha (TCH)       |
| -82 kg   | Vladimir Cheboksarov (URS) | Ion Enache (ROU)          | André Bouchoule (FRA)       |
| -90 kg   | Georgi Raykov (BUL)        | Vladimir Nechayev (URS)   | Dieter Heuer (GDR)          |
| -100 kg  | Nikolay Balboshin (URS)    | Fredi Albrecht (GDR)      | József Farkas (HUN)         |
| +100 kg  | János Rovnyai (HUN)        | Nikola Dinev (BUL)        | Oleksandr Kolchynskyy (URS) |